# Volčje, Brežice
Volčje je naselje v Občini Brežice.

## Volčje
Leži v severnem delu občine Brežice. Je vas na območju Bizeljsko-Sremiškega vinskega območja.

## Pripovedke-legende o nastanku imena, predelov vasi
Volčje so dobile ime po volkovih, ki so pred davnimi leti živeli na tem območju. Vendar sama vas ni bila v celoti na tem mestu, kot je danes. Na drugi lokaciji, so v takratnih časih še prebivali v lesenih hišah in žene so morale paziti na ogenj, ko so kuhale. In tako se je pripetilo, da je ena gospodinja pozabila na ogenj. Ta pa se je raširil na celotno naselje, ki je gorelo od torka do petka. In temu delu Volčjega domačini še danes rečejo Torpetka.  Zaradi tega požara so se ljudje preselili na današnjo lokacijo.
Na Volčjem je velik gozd, ki mu domačini pravijo Vučjak, uradno Volčjak. Po tej gozdnati dolini teče Volčji potok. Ime naj bi dobil enako kot vas, po volkovih, ki so v starih časih živeli v njem.
Del Vučjaka je Volčje rebro, to je pobočje, kjer naj bi vol do smrti stisnil še zadnjega volka.
Prebivalci se po domače imenujejo Vučanarji uradno so Volčanarji.